# Sarsicytheridea macrolaminata
Sarsicytheridea macrolaminata är en kräftdjursart som först beskrevs av Elofson 1939.  Sarsicytheridea macrolaminata ingår i släktet Sarsicytheridea och familjen Cytherideidae. Inga underarter finns listade i Catalogue of Life.